# Samodzielny Dywizjon Armat Górskich Austro-Węgier
Samodzielny Dywizjon Armat Górskich (S. GKD) – dywizjon artylerii górskiej cesarskiej i królewskiej Armii.

## Historia dywizjonu
Dywizjon został utworzony 1 marca 1913 roku. Sztab dywizjonu stacjonował w Sinj, a park amunicyjny i kadra zapasowa w Mostarze na terytorium 16 Korpusu. Dywizjon wchodził w skład 3 Brygady Artylerii Górskiej w Mostarze.
Na stanowisko komendanta dywizjonu wyznaczony został major Hugo Fiebiger, dotychczasowy oficer FKR. 35 przydzielony do GAR. 6 na stanowisko komendanta 2. dywizjonu armat górskich w Tuzli. 1 sierpnia 1914 roku został mianowany na stopień podpułkownika.